# Eduardo Viana (dirigente esportivo)
Eduardo Augusto Viana da Silva (Campos, 28 de setembro de 1938 – Rio de Janeiro, 21 de agosto de 2006), também conhecido como Caixa d'Água, foi um professor universitário e presidente da FERJ de 1984 até sua morte em 2006. Seu apelido "Caixa d'Água" o acompanhava desde a infância.
Formado em História, Filosofia, Direito e Educação Física, Eduardo Viana era mestre em Antropologia pela Vanderbilt University e doutor em Direito pela Universidade do Estado do Rio de Janeiro, onde foi professor. Foi também professor da Fundação Getúlio Vargas, lecionando sociologia do esporte e gestão esportiva. Escreveu livros como "O poder no esporte" e "Implantação do futebol profissional no Estado do Rio de Janeiro". Aos 12 anos ganhou o apelido Caixa D'Água, que o acompanhou por toda a vida, pelo costume  de paquerar as meninas do colégio Liceu de Humanidades de Campos, na cidade de Campos dos Goytacazes, fingindo que bebia água dos bebedouros, que ficavam próximos a uma caixa d’água.
Durante sua gestão frente à FERJ Caixa d'Água esteve envolvido em diversas polêmicas, foi acusado por seus adversários de favorecer seu clube, o Americano, foi afastado da entidade em outubro de 2004 por suspeita de evasão de renda no Estádio do Maracanã, conseguindo voltar ao poder em agosto de 2005. Em março de 2006, a Justiça o tirou de novo do cargo por violação do Estatuto do Torcedor, mas retornou mais uma vez à presidência da FERJ, em junho daquele ano. Foi acusado dos crimes de formação de quadrilha, estelionato, fraude processual, falsidade ideológica e desvio de R$ 866 mil da receita da venda de ingressos no Maracanã em 2003, com a emissão de recibos e notas fiscais fraudulentas. Era contra a profissionalização da arbitragem e a favor de estaduais mais longos.
Eduardo, em 1991, fundou a Copa Rio, a copa estadual do Rio de Janeiro. Segundo o pesquisador Roberto Assaf, o torneio possuía uma motivação obscura: "Na verdade, a premissa desse torneio era uma vergonha. Ele foi criado para ver se o Americano era campeão".
Morreu as 18h50 de 21 de agosto de 2006 após sofrer quatro paradas cardíacas enquanto participava de reunião na sede da FERJ. Foi levado ao Hospital Quinta D'or, em São Cristóvão, chegando inconsciente, mas não resistiu. Seu clube do coração era o Americano Futebol Clube, cuja torcida o enxerga como ídolo e cujo Centro de Treinamento foi nomeado em sua homenagem: CT Eduardo Augusto Viana da Silva.
A Resolução da ALERJ Nº 381 de 1985 concedeu o Título de Benemérito do Estado do Rio de Janeiro ao Professor Eduardo Viana.